# 4コマnanoエース
『4コマnanoエース』（よんコマなのエース）は、かつて角川書店が発行、角川グループパブリッシングが発売していた4コマ漫画雑誌。『月刊少年エース』の増刊として2011年3月9日に創刊された。
創刊からVol.3までは隔月（奇数月）刊行だったが、Vol.4（2011年8月9日発売）より月刊化。2012年12月8日発売号より、号数表記が「Vol.○」から「○年○月号増刊」に改められた。2013年10月号増刊（2013年9月9日発売）をもって休刊した。

## 概要
「メディアミックス4コマ誌」という位置づけの元、角川書店発行の漫画雑誌（母体となる『月刊少年エース』及び姉妹誌の『コンプティーク』、『ガンダムエース』、『月刊コンプエース』、『ヤングエース』等）で連載されている4コマ漫画の出張版や、前述各漫画雑誌連載作品や角川グループが発行または制作に関わっている作品を中心とした漫画、ライトノベル、アニメーション、コンピュータゲームのパロディ4コマ漫画が掲載されていた。
誌名のnanoは単位の「ナノ」に由来しており、正式な誌名ロゴの上から、平仮名と片仮名でなのエースと書かれていた。
同カテゴリの競合誌であった4コマ漫画専門誌『まんがタイムきらら』シリーズ（芳文社刊）や『まんが4コマぱれっと』（一迅社刊）などがオリジナル4コマ漫画中心であるのに対し（ただし『ぱれっと』は『Lite』との統合時にゲーム原作の4コマが若干増加している）、本誌はあくまで母体となる漫画誌あっての「出張版」雑誌であるためオリジナル4コマ作品が少なく、前述の通りパロディやスピンオフ作品が多いことが最も異なる点である。
また、ポスターなど特別付録が付いていたことが多いのも特徴。
休刊にあたっては一部作品が『月刊少年エース』『ヤングエース』に移籍する他は、全て休刊号で最終回を迎えた。
本誌の休刊からすぐにKADOKAWAの別ブランドである、アスキー・メディアワークスよりほぼ同じコンセプトの4コマ漫画雑誌、『コミック電撃だいおうじ』が創刊されたが、本誌との関連性は特にない。

### 移籍先
- 月刊少年エースに移籍（2013年12月号より連載開始）
  - あいうら（茶麻）
  - ストライクウィッチーズ劇場版 501部隊発進しますっ（原作：島田フミカネ＆Projekt Kagonish、作画：藤林真）
- ヤングエースに移籍（2013年12月号より連載開始）
  - ちょっとかわいいアイアンメイデン（原作：深見真、漫画：α.アルフライラ）

## 歴代編集長
- 初代（2011年Vol.1 - 2012年Vol.12） - 見野善則（月刊少年エース編集長兼任）
- 二代目（2012年Vol.13 - 2013年4月号増刊）- 人見英行（月刊少年エース編集長兼任）
- 三代目（2013年5月号増刊 - 2013年10月号増刊） - 田中雅哉

## 連載作品

### 休刊時点の連載作品

#### 他誌掲載作品の出張版
通常掲載分では4コマ形式ではない作品や、パロディ作品でも他誌で既に連載されていた分もここに含む。
月刊少年エース
- 日常（あらゐけいいち）

ヤングエース
- うぽって!! なの（天王寺キツネ）

娘TYPE
- 魔法戦記リリカルなのはForce Dimension（原作・原案：都築真紀、漫画：河南あすか）

ニコニコで漫画を描いてみた
- あいうら（茶麻）

#### 公式パロディ作品
- いなり、よんこま、恋いろは。（原作：よしだもろへ、作画：椋木ななつ）
- 芦屋四姉妹物語（漫画：赤本尚美、原案：大塚英志、キャラクターデザイン：ひらりん）
- ストライクウィッチーズ劇場版 501部隊発進しますっ!（原作：島田フミカネ&projekt Kagonish、漫画：藤林真）

#### オリジナル作品
- 地獄恋すてふ（旧題：お化物語）[注 1]（おーみや）
- 佐藤さんの砂糖（カツヲ）
- G'sあんだ〜ぐらうんど（ぷらぱ）
- 空の休息（すか）
- 男爵17才。（榊原宗々）
- だんしん!! 男子新聞部（ちょぼらうにょぽみ）
- ちょっとかわいいアイアンメイデン（原作：深見真、漫画：α.アルフライラ）
- ちょっと!そこの男子!（津留崎優）

### 休刊以前の掲載作品

#### 他誌掲載作品の出張版
- おたユーレイ（錦山まる、『月刊少年エース』より）
- 機動戦士ガンダムさん（原案：矢立肇・富野由悠季、漫画：大和田秀樹、『ガンダムエース』より）
- 機動戦士ガンダム ハイブリッド4コマ大戦線（原案：矢立肇・富野由悠季、漫画：谷和也、『ガンダムエース』より）
- 残念博士（瀬野反人、『月刊少年エース』より）
- 残念? ララァちゃん（原案：矢立肇・富野由悠季、漫画：ひらぶき雅浩、『ガンダムエース』より）
- JA 〜女子によるアグリカルチャー〜（鳴見なる+協力：唐花見コウ、『ヤングエース』より）
- 涼宮ハルヒちゃんの憂鬱（原作：谷川流、キャラクター原案：いとうのいぢ、漫画：ぷよ、『月刊少年エース』より）
- 小ぃサーニャα（原作：島田フミカネ&projekt Kagonish、漫画：たちきヤマト、『月刊コンプエース』より）
- バカとテストと召喚獣ぢゃ（原作：井上堅二、キャラクター原案：葉賀ユイ、漫画：KOIZUMI、『月刊少年エース』より）
- びーとれすっ（原作：長谷敏司、漫画：kila、キャラクター原案：redjuice、『月刊ニュータイプ』より）
- ひきょたん!!（久遠まこと、『月刊少年エース』より）
- ぶらっと★ブラドラ4コマ（原作：小玉有起 作画：好野カナタ、『アルティマエース』より）
- プロジェクトドールフォン（かわのゆうすけ、『ヤングエース』より）
- 鬼灯さん家のアネキ（五十嵐藍、『ヤングエース』より）
- まかまか（美川べるの、『ヤングエース』より）
- 魔法少女リリカルなのはViVid LIFE（原作・原案：都築真紀、漫画：ねことうふ、『コンプティーク』より）
- ゆーゆる執行部（bomi、『月刊少年エース』より）
- ゆけゆけMSブラザーズ（原案：矢立肇・富野由悠季、漫画：にわげんじ、『ガンダムエース』より）
- 4じてん。ポケット（平尾リョウ、『月刊ニュータイプ』より）
- らき☆すた（美水かがみ、『コンプティークより』・『月刊コンプエース』と平行連載）

#### 公式パロディ作品
- あなざー。デッドマン・ワンダーランド（原作：片岡人生・近藤一馬、漫画：みずのもと）
- エウレカセブンnAnO（原作：BONES、漫画：カツヲ）
- これはゾンビですか? いいえ、ってかコレ誰!?（原作：木村心一、キャラクター原案：こぶいち・むりりん、漫画：松林悟）
- ちまR-15（原作：伏見ひろゆき、キャラクター原案：藤真拓哉、漫画：二宮年賀）
- バーコードギアス 販売のルルーシュ（原案：大河内一楼・谷口悟朗、漫画：カトーナオ）
- ストライクウィッチーズ 501部隊発進しますっ!（原作：島田フミカネ&projekt Kagonish、漫画：藤林真）
- そらのおとしものPICO（原作：水無月すう、漫画：ms）
- ダリアンちゃんの書架（原作：三雲岳斗、キャラクター原案：Gユウスケ、漫画：茂田家）
- B.A.D.4コマ（原作：綾里けいし、キャラクター原案：kona、漫画：榊原宗々）
- 棺姫のチャイカっか（原作：榊一郎、キャラクター原案：なまにくATK（ニトロプラス）、漫画：かにかま）
- ぶらっくろっくちゃん（原作：huke、漫画：ringo）
- 未来日記モザイク消し（原作：えすのサカエ、漫画：竹内元紀）
- ようこそ了法寺へ（企画・発案：株式会社八福、漫画：とろ美）

#### オリジナル作品
- あくの秘密結社（まったくモー助）
- 學園のムスメ（山東ユカ）
- 蒲田魔女（かずといずみ）
- G専ラフスケッチ（鳥取砂丘）
- しくしくしくし（るい・たまち）
- スウィートハニーサンドウィッチ（広瀬まどか）
- すぱクラ!（高野うい）
- スミベタ♪（美月めいあ）
- 青春ぼっこ（シロ太）
- 生徒会長が百合好きでも問題ナシ!?（うおなてれぴん）
- ちびっこ大魔王まおたん（宵野コタロー）
- でじまんっ!（久遠まこと）
- パンティ♥パンティ（再田ニカ）
- ヒマん娘（むねきち）
- ひよっこのーと（陽菜子）
- メタメカ（田島シマ）
- もしも新人漫画家の担当が彼氏で編集長だったら（かなりあ由歌）
- ヲタ充（柚木涼太）

## 読み切り作品

### 他誌掲載作品の出張版
- まけんきっ! 〜イナホとゆかいな仲間たち〜（原作：武田弘光、漫画：津留崎優、『月刊ドラゴンエイジ』より）

### 公式パロディ作品
- 機動戦士ガンダムH（ホケツ）（長田悠幸）
- シュタインズ・ゲートちゃん（原作：5pb.×ニトロプラス、漫画：ぷよ）

### オリジナル作品
- 「1+5LABO」（おがゆう）
- 宇宙のひとたち（広瀬まどか）
- エスパーなんですよ?（うおなてれぴん）
- 賀川くんと天崎くん（松田縞）
- かきくけこ!（高橋勇気）
- 気になるあの娘はフロイドさん。（鳥取砂丘）
- こっこっこっ（カツヲ）
- この島にはまだ名前などないのかもしれない（カツヲ）
- コンクリートオアシス（川本理子）
- 混沌 -サイエンス-（高橋勇気）
- さけても可愛い?（高橋勇気）
- サバイバル幼稚園（かにかま）
- 3分空手教室（カヅホ）
- 地獄幼女（鈴木小波）
- 七福神は福を呼ぶものだろいい加減にしろ!（広瀬まどか）
- 死神りんねの殺さない日常（藤沢カミヤ）
- じゃーん!（原作：石田裕正、作画：齊藤隆）
- 洒落怖!? はっしゃく様（錦山まる）
- シュラデレ。（むうりあん）
- ダンジョニズム（寺馬ヒロスケ）
- ちびヨメ（広瀬まどか）
- てっけん!（ひびのこやし）
- とれたて!ゆーまさん♥（高橋勇気）
- 夏色テクニカルカレッジ（ms）
- 眠りの国の音無さん（松田縞）
- のほほんヴァンパイア（高橋勇気）
- 秀才（バカ）と不良（ぼっち）と保健室（星海はやと）
- はむ系JK（かないねこ）
- パレヱドのあとで（鳥取砂丘）
- ハレルヤ!ゾンビちゃん!!（かにかま）
- ぴーこっくDAYS（田島シマ）
- ひげ日和（カツヲ）
- ペットはじめました。（星海はやと）
- へっぽこ。（高橋勇気）
- 妄想オーバードライブ!（広瀬まどか）
- 萌えてアイリス（錦山まる）
- 私の友達はオチがない（カツヲ）
- ワナビな僕とアンチな先輩（北峰ラリュウ）
- うるう女子（おさじ）